# Улица Авроры (Ломоносов)
Улица Авро́ры — улица в городе Ломоносове Петродворцового района Санкт-Петербурга, в историческом районе Кронштадтская колония. Проходит от Центральной улицы до улицы Заварина.
Первоначальное название — Полева́я улица — появилось в начале 1950-х годов. Тогда она проходила от Центральной улицы до улицы Механизаторов. Название, возможно, связано с тем, что улица проходит вдоль северной границы поля.
1 декабря 1967 года Полевую переименовали в улицу Авроры — в честь крейсера «Аврора» в связи с 50-летием революции.
Участок между улицами Заварина и Механизаторов фактически исчез, войдя в застройку, и 31 декабря 2008 года его упразднили официально.